# Estadio Héroes de Curupayty
El Estadio Héroes de Curupayty es un estadio de rugby en Luque, Paraguay. Es propiedad del Gobierno Nacional del Paraguay y administrado por la Secretaría Nacional de Deportes a través de la Unión de Rugby del Paraguay. El estadio está ubicado dentro del Parque Olímpico, propiedad del Comité Olímpico Paraguayo, y es la sede de la selección nacional de rugby de Paraguay .
A principios de 2020, el estadio fue sometido a obras de renovación por un monto total de ₲ 2.998.882.813 y fue reabierto el 25 de noviembre de 2020. Las obras incluyeron la implementación de césped sintético el cual cumple con la Regulación 22 de World Rugby que especifica los requisitos para césped artificial para uso en el deporte del rugby. Antes de su remodelación, el estadio tenía una capacidad para 3.000 personas sentadas.
En octubre de 2021 fue sede de las competencias de rugby a siete de los Juegos Sudamericanos de 2022 .